# Kaikhenet (II)
Kaikhenet est un ancien gouverneur local égyptien de la Xe province de Haute-Égypte, le nome du Cobra (Ouadjet wȝḏt en langue égyptienne). Kaikhenet vit au début de la Ve dynastie et est connu par sa tombe en pierre décorée à Hemamieh. Les tombes en pierre décorées sont très rares dans la province égyptienne avant la fin de la Ve dynastie. Les tombes d'Hemamieh sont une exception. Elles font partie des plus anciennes de la province.

## Biographie
Kaikhenet (II) est très probablement le fils d'un autre gouverneur également appelé Kaikhenet (I). La relation père-fils des deux gouverneurs n'est pas totalement certaine mais dans la tombe de Kaikhenet (I) est représenté un fils appelé Kaikhenet, qui pourrait être Kaikhenet (II). Si cette identification est correcte, sa mère est très probablement Khentkaus, l'épouse de Kaikhenet (I). L'épouse de Kaikhenet (II) est une femme appelée Ioufi. Elle porte plusieurs titres, dont celui de « connaissance du roi », « prêtresse de Neith, au nord du mur », « prêtresse d'Hathor, dame de Denderah », et « fille du roi de son corps ». Deux fils sont connus. Rahotep devient peut-être le successeur de Kaikhenet comme gouverneur local. L'autre fils s'appelle Kaires et porte le simple titre de scribe. Ses filles sont appelées Néfertkaou et Djefa.
Kaikhenet (II) porte dans sa tombe un grand nombre de titres. Il est « surveillant des commissions », titre principal d'un gouverneur local à la Ve dynastie. Il est « surveillant des gens du roi », « surveillant des phyles de Haute-Égypte » et « surveillant de tous les travaux » dans les provinces moyennes de Haute-Égypte. Ces trois derniers titres indiquent qu'il est fortement impliqué dans l'organisation du travail dans sa province mais aussi dans les provinces voisines. Kaikhenet (II) est également « fils de roi de son corps ». Les titres de « fils de roi » et de « fille de roi » pour sa femme ont été à un moment ciselés. La raison en est inconnue.

## Tombe
La tombe de Kaikhenet est taillée dans la roche. Elle est formée d'une passerelle en forme de U, laissant un bloc de roche rectangulaire entre la passerelle en forme de U. Ce bloc de roche taillé a formé une sorte de mastaba. Le mastaba mesure environ dix mètres de long et environ quatre mètres de large. La passerelle est principalement décorée des deux côtés de la longue galerie qui se forme à l'arrière du mastaba. Les fausses portes sont taillées dans le mastaba sur son côté est. La décoration de la tombe de Kaikhenet est sculptée en relief dans la passerelle taillée dans la roche. Les représentations montrent Kaikhenet, sa famille et ses serviteurs. Il y a des porteurs d'offrandes et des représentations de bateaux.